# Nototrichium
Nototrichium es un género de  fanerógamas con dos especies pertenecientes a la familia Amaranthaceae.

## Taxonomía
El género fue descrito por William Francis Hillebrand y publicado en Flora of the Hawaiian Islands 372. 1888. La especie tipo no ha sido designada.

## Especies aceptadas
A continuación se brinda un listado de las especies del género Nototrichium aceptadas hasta octubre de 2011, ordenadas alfabéticamente. Para cada una se indica el nombre binomial seguido del autor, abreviado según las convenciones y usos.
- Nototrichium divaricatum Lorence
- Nototrichium fulvum Schinz